# Martin Lawrence
Martin Fitzgerald Lawrence (Frankfurt, 1965. április 16. –) amerikai színész, humorista, műsorvezető, producer és forgatókönyvíró. 
Színészként a What's Happening Now!! (1987–1988) című szituációs komédiában debütált, majd az 1990-es évektől vígjátékokban és akciófilmekben lett ismert. Első filmje a Szemet szemért (1989) volt ezt követően feltűnt a Bumeráng (1992), a Bad Boys – Mire jók a rosszfiúk? (1995), a Nekem 8 (1997), az Életfogytig (1999), a Gagyi mami (2000), a Bad Boys 2. – Már megint a rosszfiúk (2003), a Gagyi mami 2. (2006), a Faterok motoron (2007), a Gagyi mami 3. – Mint két tojás (2011) és a Bad Boys – Mindörökké rosszfiúk (2020) című filmekben. 
Leggyakoribb magyar hangja Kálloy Molnár Péter és Pusztaszeri Kornél.

## Gyermekkora
Szülei hat gyermekéből negyedikként született meg Martin 1965. április 16-án, Frankfurtban, mivel szülei akkor katonai szolgálatot teljesítettek Nyugat-Németországban. Szülei nyolcéves korában elváltak, és Martin csak ritkán látta apját. Édesanyja még többet kezdett dolgozni, hogy el tudja tartani a családját. Queensben, New York-ban éltek, majd Marylandben, ahol középiskolába járt. Tizenéves korában ökölvívásban jeleskedett, tehetséges bokszolónak tartották, de egy szemsérülés miatt végül abba kellett hagynia.

## Munkássága

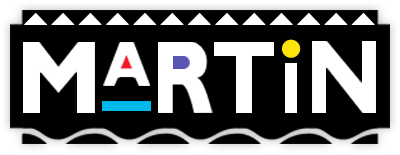
TV show logója

Lawrence New Yorkban a The Improv nevű klub tagja volt, mint komikus. A Columbia Pictures Television itt figyelt fel rá, és felajánlották neki Maurice szerepét a What's Happening Now! című televíziós sorozatban, amit el is vállalt. Első filmbéli szereplése a Szemet szemért című vígjáték-drámában volt, de a Micsoda buli (1990) és annak 1991-ben bemutatott második része volt az első fontosabb szerepe. 1992-ben a Bumeráng című filmben szerepelt, melynek főszereplője Eddie Murphy volt.
1992-ben indult el a Martin című TV-sorozat, melynek ő volt a főszereplője. Az Amerikai Egyesült Államokban nagy sikert aratott, és az egyik legnézettebb műsor volt akkoriban. A sorozat 1997-ig tartott. 1994. február 19-én a híres Saturday Night Live című műsorba hívták meg, amely akkor már majdnem húsz éve futott. Itt Lawrence érdekes megjegyzéseket tett a női nemi szervekről és a személyes higiéniáról. Az ismétlésekből teljesen kivágták a jeleneteket, Martin pedig többet nem is szerepelt a műsorban. Népszerűsége ennek ellenére rohamosan növekedett, ami leginkább a televíziós sorozatokban vállalt szerepeinek volt köszönhető. 
A filmekben a nagy áttörést a Bad Boys – Mire jók a rosszfiúk? (1995) hozta meg neki, melyben főszerepet kapott Will Smith-szel együtt. Mindketten nyomozót alakítottak a filmben. 2000-ben a Gagyi mami szintén nagy sikert aratott, a filmnek további két része készült 2006-ban, illetve 2011-ben. Mindhárom filmben olyan szituációba keveredik, melyben magát nagymamának álcázva kell lebuktatnia az aktuális "rosszfiút", ez pedig elnyerte a rajongók tetszését. 2003-ban a Bad Boys második része készült el, a Bad Boys 2. – Már megint a rosszfiúk. Itt is Will Smith társaként szerepelt. Még ebben az évben a Nemzetbiztonság Bt. című filmben játszott. 2006-ban a Nagyon vadon című animációs filmben Boog hangja volt, ekkor vállalt szerepet először szinkronszínészként.
2007-ben a Faterok motoron vígjátékban szerepelt John Travoltával, itt három barátjával motorral indulnak el egy kalandos útra Amerikában. 2010-ben készült el a Haláli temetés, többek között Chris Rockkal, Peter Dinklage-dzsel és Danny Gloverrel együtt szerepelt benne. 2014 augusztusában megerősítette, hogy a Bad Boys harmadik részének forgatókönyve majdnem teljesen elkészült. A film végül 2020-ban került mozikba, Bad Boys – Mindörökké rosszfiúk címmel.

## Magánélete
Lawrence 1993-ban eljegyezte a színésznő Lark Voorhies-t. 1995-ben feleségül vette Patricia Southall Miss Virginia USA-t. Egy év múlva született egy lányuk, Jasmine. 1997-ben elváltak. 
Ebben az évben kezdett el járni Shamika Gibbsszel. 2010-ben házasodtak össze, Martin Beverly Hills-i otthonában, ahol Eddie Murphy és Denzel Washington színészek is vendégek voltak. Közös gyermekeik: Iyanna Faith (2000) és Amara Trinity (2002). Lawrence és Gibbs 2012-ben elváltak. Van egy farmja Purcellville-ben, Virginiában.

## Filmográfia

### Film
Filmrendező, forgatókönyvíró és filmproducer
| Év   | Magyar cím                     | Eredeti cím                         | Feladatkör | Feladatkör | Megjegyzések                      |
| Év   | Magyar cím                     | Eredeti cím                         | Író        | Producer   | Megjegyzések                      |
| ---- | ------------------------------ | ----------------------------------- | ---------- | ---------- | --------------------------------- |
| 1994 | Dumagép                        | You So Crazy                        | Igen       | Vezető     | stand-up film                     |
| 1996 | Hajszál híján szeretem         | A Thin Line Beetween Love and Hate  | Igen       | Vezető     | filmrendező és zenei főszerkesztő |
| 2000 | Gagyi mami                     | Big Momma's House                   | Nem        | Vezető     |                                   |
| 2001 | Négybalkéz                     | What's the Worst That Could Happen? | Nem        | Vezető     |                                   |
| 2001 | Gagyi lovag                    | Black Knight                        | Nem        | Vezető     |                                   |
| 2002 | Martin Lawrence, a dumagép     | Martin Lawrence Live: Runteldat     | Igen       | Vezető     | stand-up film                     |
| 2003 | Nemzetbiztonság Bt.            | National Security                   | Nem        | Vezető     |                                   |
| 2005 | Újra a pályán                  | Rebound                             | Nem        | Vezető     |                                   |
| 2006 | Gagyi mami 2.                  | Big Momma's House 2                 | Nem        | Vezető     |                                   |
| 2011 | Gagyi mami 3. – Mint két tojás | Big Mommas: Like Father, Like Son   | Nem        | Vezető     |                                   |
| 2017 |                                | Raptors                             | Nem        | Vezető     |                                   |

Filmszínész
| Év   | Magyar cím                                 | Eredeti cím                         | Szerep                               | Magyar hang         | Rendező                       |
| ---- | ------------------------------------------ | ----------------------------------- | ------------------------------------ | ------------------- | ----------------------------- |
| 1989 | Szemet szemért                             | Do the Right Thing                  | Cee                                  | Háda János          | Spike Lee                     |
| 1990 | Micsoda buli                               | House Party                         | Bilal                                |                     | Reginald Hudlin               |
| 1991 | Viszonyok és iszonyok                      | Talkin' Dirty After Dark            | Terry Wilson                         |                     | Topper Carew                  |
| 1991 | Micsoda buli 2.                            | House Party 2                       | Bilal                                | Bartucz Attila      | Doug McHenry                  |
| 1992 | Bumeráng                                   | Boomerang                           | Tyler Hawkins                        | Szerednyey Béla     | Reginald Hudlin (2)           |
| 1994 | Dumagép (stand-up film)                    | You So Crazy                        | önmaga                               |                     | Thomas Schlamme               |
| 1995 | Bad Boys – Mire jók a rosszfiúk?           | Bad Boys                            | Marcus Burnett nyomozó               | Pusztaszeri Kornél  | Michael Bay                   |
| 1996 | Hajszál híján szeretem                     | A Thin Line Beetween Love and Hate  | Darnell Wright / narrátor            | Kálid Artúr         | Martin Lawrence               |
| 1997 | Nekem 8                                    | Nothing to Lose                     | Terrence "T-Paul" Paul Davidson      | Pusztaszeri Kornél  | Steve Oedekerk                |
| 1999 | Életfogytig                                | Life                                | Claude Banks                         | Kerekes József      | Ted Demme                     |
| 1999 | Állj, vagy jövök!                          | Blue Streak                         | Miles Logan / Malone nyomozó         | Pusztaszeri Kornél  | Les Mayfield                  |
| 2000 | Gagyi mami                                 | Big Momma's House                   | Malcolm Turner / Gagyi mami          | Kálloy Molnár Péter | Raja Gosnell                  |
| 2001 | Négybalkéz                                 | What's the Worst That Could Happen? | Kevin Caffrey                        | Kálloy Molnár Péter | Sam Weisman                   |
| 2001 | Gagyi lovag                                | Black Knight                        | Jamal Walker / Skywalker             | Pusztaszeri Kornél  | Gil Junger                    |
| 2002 | Martin Lawrence, a dumagép (stand-up film) | Martin Lawrence Live: Runteldat     | önmaga                               | Pusztaszeri Kornél  | David Raynr                   |
| 2003 | Nemzetbiztonság Bt.                        | National Security                   | Earl Montgomery                      | Kálloy Molnár Péter | Dennis Dugan                  |
| 2003 | Bad Boys 2. – Már megint a rosszfiúk       | Bad Boys II                         | Marcus Burnett nyomozó               | Kálloy Molnár Péter | Michael Bay (2)               |
| 2005 | Újra a pályán                              | Rebound                             | Roy McCormick edző                   | Kálloy Molnár Péter | Steve Carr                    |
| 2005 | Újra a pályán                              | Rebound                             | Don tiszteletes                      | Albert Péter        | Steve Carr                    |
| 2006 | Gagyi mami 2.                              | Big Momma's House 2                 | Malcolm Turner / Gagyi mami          | Kálloy Molnár Péter | John Whitesell                |
| 2006 | Nagyon vadon                               | Open Season                         | Boog (hangja)                        | Kálloy Molnár Péter | Anthony Stacchi               |
| 2007 | Faterok motoron                            | Wild Hogs                           | Bobby Davis                          | Pusztaszeri Kornél  | Walt Becker                   |
| 2008 | Vad vakáció                                | Welcome Home, Roscoe Jenkins        | Dr. RJ Stevens / Roscoe Jenkins, Jr. | Pusztaszeri Kornél  | Malcolm D. Lee                |
| 2008 | Tan-túra                                   | College Road Trip                   | James Porter                         | Pusztaszeri Kornél  | Roger Kumble                  |
| 2010 | Haláli temetés                             | Death at a Funeral                  | Ryan Barnes                          | Kálloy Molnár Péter | Neil LaBute                   |
| 2011 | Gagyi mami 3. – Mint két tojás             | Big Mommas: Like Father, Like Son   | Malcolm Turner / Gagyi mami          | Kálloy Molnár Péter | John Whitesell (2)            |
| 2019 | Túltolva                                   | The Beach Bum                       | Wack kapitány                        | Kálloy Molnár Péter | Harmony Korine                |
| 2020 | Bad Boys – Mindörökké rosszfiúk            | Bad Boys for Life                   | Marcus Burnett nyomozó               | Kálloy Molnár Péter | Adil El Arbi és Bilall Fallah |
| 2022 | Angyalok gyilkosa                          | Mindcage                            | Jake Doyle                           | Kálloy Molnár Péter | Mauro Borelli                 |
| 2024 | Bad Boys – Mindent vagy többet             | Bad Boys Ride or Die                | Marcus Burnett nyomozó               | Kálloy Molnár Péter | Adil El Arbi és Bilall Fallah |

### Televízió
| Év        | Eredeti cím                           | Szerep                         | Megjegyzések                                                  |
| --------- | ------------------------------------- | ------------------------------ | ------------------------------------------------------------- |
| 1987–1988 | What's Happening Now!!                | Maurice Warfield               | 22 epizód                                                     |
| 1989      | A Little Bit Strange                  | Sydney Masterson               | eladatlan próbaepizód                                         |
| 1990      | Kid 'n Play                           | Wiz (hangja)                   |                                                               |
| 1990      | Hammer, Slammer, & Slade              | Willie                         | tévéfilm                                                      |
| 1991      | Private Times                         | Mike                           | próbaepizód, nem került adásba                                |
| 1992–1993 | Def Comedy Jam                        | önmaga (házigazda)             |                                                               |
| 1992–1997 | Martin                                | Martin Payne / egyéb szereplők | - 132 epizód - alkotó és vezető producer                      |
| 1994      | Saturday Night Live                   | önmaga (házigazda)             | 1 epizód                                                      |
| 2010–2011 | Love That Girl!                       | nem szerepel                   | vezető producer (4 epizód)                                    |
| 2012      | Untitled Martin Lawrence / CBS Sitcom | Ray Barker                     | eladatlan próbaepizód                                         |
| 2014      | The Soul Man                          | Crazy Rudy                     | 1 epizód                                                      |
| 2014      | Partners                              | Marcus Jackson                 | 10 epizód                                                     |
| 2016      | Martin Lawrence: Doin' Time           | önmaga                         | - stand-up különkiadás - forgatókönyvíró - és vezető producer |
| 2022      | Martin: The Reunion                   | önmaga                         | - dokumentumfilm - vezető producer                            |